# 한국판 뉴딜
한국판 뉴딜(영어: Korean-version New Deal)은 문재인 정부가 침체된 경제상황을 극복하기 위해 만든 정책이다.

## 역사
2020년 4월 22일, 청와대에서 열린 제5차 비상경제회의에서, 문재인 대통령이 한국판 뉴딜을 대규모 국가 프로젝트로 추진하겠다는 구상을 처음으로 밝혔다.
정부는 한국판 뉴딜의 예산 규모를 지난 6월 '하반기 경제정책방향'에서 발표한 수준(2025년까지 76조원)에서 크게 늘려 100조원으로 증액할 예정이다. 한국판 뉴딜은 디지털뉴딜과 그린뉴딜, 그리고 이를 뒷받침하는 고용 및 사회안정망 강화 방안으로 구성됐다.
정부는 디지털 뉴딜과 그린 뉴딜을 두 축으로 오는 2025년까지 국고 114조원, 민간과 지자체 포함 160조원을 투자할 계획이다. 2025년까지 총 160조 원을 투자해서 일자리 190만 개를 만든다.

## 디지털 뉴딜
디지털 뉴딜 중 '데이터 댐' 사업은 '데이터·네트워크·인공지능(D.N.A)' 생태계 강화 차원에서 공공데이터 14만개를 공개해 일종의 '댐'을 구축하는 사업이다.
5G는 데이터댐에 모인 수많은 데이터가 다양한 서비스 창출로 연계되기 위한 ‘데이터 고속도로’로 디지털 뉴딜의 핵심 인프라다.

## 그린 뉴딜
'그린뉴딜'의 대표 연사인 정의선 현대자동차그룹 회장은 화상으로 청와대와 연결해 글로벌 전기차 및 수소전기차 시장 전망과 국내 산업계 비전에 대해 발표할 예정이다. 현대차그룹은 2025년까지 100조원을 투입해 차세대 모빌리티 산업 선두주자로 나선다는 방침이다. 특히 전기차, 수소전기차 등 전동화 차량을 67만대 출시해 세계 시장 3위 업체로 올라선다는 계획이다. 그러나 박원순 서울시장 자살로 이 보고대회가 취소되었다.